# Pietro de Pino
Pietro de Pino (Benevento, ... – Benevento, 1360) è stato un arcivescovo cattolico italiano.

## Biografia
Nacque da una distinta famiglia di Benevento e si laureò in diritto canonico. 
Nel 1342 fu canonico di San Pietro di Ardres nella diocesi di Thérouanne, nelle Fiandre. L'8 luglio 1342 fu eletto vescovo di Forlì e il 13 maggio 1348 vescovo di Viterbo. Fu trasferito a Verona il 15 luglio 1348, rimandovi per circa un anno, fino al 27 luglio 1349. Fu promosso al vescovado di Périgueux nell'Aquitania e il 18 o 19 novembre 1350 all'arcivescovado di Benevento.
Morì nel 1360. 